# ورشکستگی
وَرشِکَستِگی، حالت یک تاجر یا شرکتی تجاری است که از پرداخت بدهی‌های خود ناتوان شده و نمی‌تواند تعهدات خودرا عملی کند. در اصطلاح به این چنین افراد ورشکسته یا مفلس می‌گویند. 
ورشکستگی و مقررات آن تنها دربرگیرندهٔ بازرگانان می‌شود و چنانچه اشخاص عادی قادر به پرداخت بدهی خود نباشند، اصطلاحاً به آنان «معسر» گفته می‌شود.
شرکت‌های تجارتی چون بازرگان شناخته می‌شوند، مشمول مقررات ورشکستگی می‌شوند ولی شریکان و مدیران آن‌ها چون تاجر نیستند مشمول این مقررات نخواهند شد.
برای تقسیم دارایی‌های ورشکسته، بستانکاران نسبت به هم حق تقدمی ندارد ولی در حالت معسر، هر بستانکاری که زودتر اقدام نماید به نتیجه خواهد رسید.
ورشکستگی باید به موجب حکم دادگاه اعلام شود و تا زمانی که دادگاه حکم ورشکستگی را صادر نکرده، ورشکستگی تاجر ثابت نمی‌شود. دادگاه عمومی محل اقامت تاجر صلاحیت رسیدگی به این موضوع را دارد. اعلام ورشکستگی بر حسب تقاضای یک یا چند نفر از طلبکاران یا به تقاضای دادستان یا حتی اظهار خود تاجر صورت می‌گیرد.

## گونه‌ها
ورشکستگی به سه نوع «عادی» و «به تقصیر» و «به تقلب» تقسیم می شود.

### ورشکستگی عادی
برابر مواد ۴۱۲ و ۴۱۳ قانون تجارت ایران کسی ورشکسته عادی محسوب می‌شود که تاجر یا شرکت تجارتی بوده و از پرداخت وجوهی که برعهده دارد متوقف گردد و ظرف ۳ روز از تاریخ وقفه که در ادای قروض یا سایر تعهدات نقدی او حاصل شده باشد توقف خود را به دفتر دادگاه عمومی محل اقامت خود اظهار نموده و صورت حساب دارائی و کلیه دفاتر تجارتی خود را به دفتر دادگاه مزبور تسلیم نماید. صورت حساب موصوف باید مورخ بوده و به امضا تاجر رسیده و تعداد و تقویم کلیه اموال منقول و غیر منقول تاجر متوقف به‌طور مشروح صورت کلیه قروض و مطالبات و نیز صورت نفع و ضرر و صورت مخارج شخصی در آن مندرج گردد.
بنابراین اگر تاجر یا شرکت تجارتی بدهکار ظرف مهلت مقرر توقف از تأدیه دیون خود را به دادگاه صلاحیتدار به انضمام مدارک موردنظر اعلام کند ورشکستگی عادی محسوب می‌شود.

### ورشکستگی به تقصیر
الف - موارد چهارگانه الزامی صدور حکم ورشکستگی به تقصیر (ماده ۵۴۱ ق. ت).
1. مخارج شخصی یا مخارج افراد تحت تکفل تاجر در ایام عادی به نسبت عایدی او فوق العاده شود.
2. تاجر مبالغ زیادی از سرمایه خود را صرف معاملاتی کند که در عرف تجارتی موهوم بوده یا سودآوری معاملات مذکور منوط به اتفاق محض باشد.
3. تاجر به منظور به تأخیر انداختن ورشکستگی خود خریدی گران‌تر یا فروشی ارزان‌تر از قیمت روز کند و برای به‌دست آوردن وجه نقد به روش دور از صرفه متوسل شود مثل استقراض یا صدور برات سازشی وغیره.
4. تاجر پس از تاریخ توقف از ادای دیون و قروضی که بر عهده دارد یکی از طلبکاران خود را بر سایرین ترجیح داده و طلب او را بپردازد.

دوم - موارد سه‌گانه اختیاری صدور حکم ورشکستگی به تقصیر (ماده ۵۴۲ ق. ت.)
1. تاجر به حساب دیگری و بدون آنکه عوضی دریافت نماید تعهداتی کرده باشد که نظر به وضعیت مالی او انجام تعهدات مزبور فوق العاده باشد.
2. عملیات تجارتی او متوقف شده و مطابق ماده ۴۱۳ قانون تجارت رفتار نکرده باشد.
3. تاجر دفاتر نداشته یا دفاتر او ناقص یا بی ترتیب بوده یا در صورت دارائی وضعیت واقعی خود را اعم از قروض و مطالبات به‌طور صریح معین نکند مشروط بر آنکه مورد اخیر الذکر تقلبی نکرده باشد.

سوم - تعقیب جزائی و مجازات تاجر ورشکسته به تقصیر
تعقیب تاجر ورشکسته به تقصیر بنا به تقاضای هر یک از طلبکاران یا دادستان یا مدیر تصفیه پس از تصویب اکثریت بستانکاران به عمل می‌آید (مواد ۵۴۴ و ۵۴۷ ق. ت.) اگر تعقیب تاجر ورشکسته به تقصیر از طرف دادستان به عمل آمده باشد هزینه دادرسی آن به هیچ وجه به عهده هیئت طلبکاران نمی‌باشد. اگر مدیر تصفیه ورشکسته به تقصیر را به نام بستانکاران تعقیب نماید در صورت برائت ورشکسته موصوف هزینه تعقیب به عهده بستانکاران می‌باشد و چنانچه تعقیب از طرف یکی از طلبکاران به عمل آمده باشد و ورشکسته برائت حاصل نماید هزینه دادرسی به عهده طلبکار است اما د در صورت محکومیت ورشکسته مزبور هزینه دادرسی به عهده دولت خواهد بود.
مجازات تاجر ورشکسته به تقصیر از ۶ ماه تا ۲ سال حبس می‌باشد (ماده ۶۷۱ قانون مجازات اسلامی [تعزیرات]).

### ورشکستگی به تقلب
مطابق ماده ۵۴۹ ق. ت. اگر تاجر دفاتر تجارتی خود را از روی عمد و سوءنیت مفقود نماید یا قسمتی از دارائی خود را مخفی کند یا به طریق مواضعه و معاملات صوری آن را از بین ببرد و بالاخره اگر به وسیله اسناد یا به وسیله صورت دارائی و قروض به‌طور تقلب به میزانی که در واقع مدیون نمی‌باشد خود را مدیون قلمداد نماید ورشکسته به تقلب محسوب می‌شود.
تعقیب جزائی و مجازات تاجر ورشکسته به تقلب: تعقیب جزائی تاجر ورشکسته به تقلب همانند تعقب جزائی ورشکسته به تقصیر می‌باشد و مجازات کسانی که به عنوان ورشکسته به تقلب محکوم می‌شوند از ۱ تا ۵ سال حبس می‌باشد (ماده ۶۷۰ قانون مجازات اسلامی (تعزیرات)).

## نحوه تعیین ورشکستگی
روش‌های مختلفی برای تعیین اینکه آیا یک کسب‌وکار ورشکسته است وجود دارد. اول، یک شرکت در صورتی ورشکسته است که بدهی‌هایش بیشتر از دارایی‌هایش باشد. این وضعیت به عنوان ورشکستگی ترازنامه‌ای (balance-sheet insolvency) شناخته می‌شود. روش دیگر، ورشکستگی جریان نقدی (cash-flow insolvency) است که در آن، به مرور زمان، یک شرکت به دلیل مشکلات نقدینگی نمی‌تواند به پرداخت بدهی‌های خود ادامه دهد.

## دلایل ورشکستگی کارآفرینان
بیشتر کسب و کارهای جوان و کارآفرینان با ورشکستگی روبرو می‌شوند. می‌توان مجموعه دلایل ذیل را برای این امر برشمرد:
1. فقدان سرمایه کافی
2. به جریان انداختن ضعیف نقدینگی: اگر درآمد یک شرکت نوسان داشته باشد و مدیریت نتواند هزینه‌های عملیاتی را در زمان ناهماهنگی درآمد پوشش دهد، ممکن است در پوشش هزینه‌های سربار دچار مشکل شود.
3. برنامه‌ریزی نامناسب و ناکافی
4. در نظر نگرفتن رقابت
5. بازاریابی ضعیف
6. نداشتن انعطاف‌پذیری لازم
7. نادیده گرفتن قدم بعدی: اگر شرکت فاقد استراتژی تجاری روشن باشد یا بدون در نظر گرفتن ملاحظات زیادی تصمیمات تجاری بگیرد، می‌تواند در بلندمدت برای شرکت هزینه داشته باشد.
8. سعی در انجام دادن تمام امور به‌طور کامل و بی عیب و نقص
9. رئیس در حد عالی، کارمندان در حد معمولی: اگر شرکت، با کارکنان خود به خوبی رفتار نکند، می‌تواند برای شرکت هزینه اضافی ایجاد کند.
10. رشد کنترل نشده

ارزش محصول یک شاخص کلی است که بهره‌وری نیروی کار، درجه شدت تولید، درجه مکانیزاسیون تولید و مزایای دانش را توصیف می‌کند. این، هزینه تولید محصول، یعنی هزینه واحد را تعیین می کند. اگر هزینه واحد از قیمت بازار فراتر رود، شرکت آسیب می‌بیند و ورشکسته خواهد شد. برای تضمین جریان منظم کالاها و خدمات، درآمد تولیدکنندگان باید به اندازه‌ای باشد که در حفظ و نگهداری واحدها و وسایل تولید انگیزه کافی برای آنان فراهم کند. اگر دریافتهای بنگاهی از هزینه‌های آن کمتر باشد، گرایشی برای از بین بردن وسایل تولید آن به وجود خواهد آمد، درحالی‌که حفظ واحدهای تولیدی جهت تثبیت مقدار تولید ضروری می‌باشد.